# Balázs László (képzőművész)
„Irigységgel vegyes csodálattal tekintek azokra a képzőművészekre, akik a hétköznapi élet buktatóitól, vagy az életük nyomorúságos oldalaitól függetlenül alkottak csodálatos műveket, amelyek magukkal ragadják az embert, függetlenül annak társadalmi állásától, vagy anyagi helyzetétől. Ezek a művek és művészek, akár névtelenül is, mindig előre mutatnak, reményt sugároznak üzenetük közvetlensége, őszintesége révén. Ezek a művek a kultúra nagy alkotásai: tetszenek az egyszerű embereknek és az értőknek is. Ezek mögött mély gondolati küzdelem és hatalmas szakmai igényesség van.”    (Balázs László)
„Balázs László bőrmetszetei ma már igényes hordozói a művész kritikus világlátásának, a problémák érzékeny lereagálásának. Ez a művészet a szépség iránti igényből alakult, a játékosságból, az önkifejezés igényéből, a szimbólumok születéséből és amely nyomon követi mindazt, amit a művész mesél nekünk a formák szépségéről és az őt foglalkoztató problémákról és fájdalmakról. Művészi portrék ezek, kétségtelenül, a szó legszorosabb értelmében is. A rendszeresen megjelenő, hol tövises ágat, hol ceruzát, hol metszőkést, hol pedig az élet, a fény jelképeit tartó kéz nem más, mint a művész önarcképe.”    (Szuszámi Zsuzsa)
Balázs Lázsló: Bőrmetszetek. Művelődés Kiadó, Kolozsvár, 2024.
Balázs László (Kolozsvár, 1962. december 29. –)  erdélyi ipar- és képzőművész, Balázs Péter és Balázs Kőrösi Ibolya fia.

## Életpályája
A kolozsvári 3-as Számú Líceumban tanult 1976-ig. A Bőripari Líceumban érettségizett 1980-ban. 1984-ben cipőtervező tanfolyamot végzett Bukarestben. 1980-tól 1990-ig cipőtervező volt a Clujana kolozsvári cipőgyárban, majd két évig díszletfestő a kolozsvári magyar operában.
1990-ben létrehozta egy barátjával közösen a Fantázia nevű cipő- és táskakészítő műhelyt. Öt év múlva, már egyedül, létrehozott egy Pell-Art nevű kreatív műhelyt, ahol saját tervezésű bőrtáskák készülnek.
2009-től tagja a képzőművészeket tömörítő Barabás Miklós Céhnek (BMC).

## Munkássága
Bőrplasztikával és bőrmetszéssel foglalkozó ipar- és képzőművész. Első egyéni kiállítása a kolozsvári Korunk Galériában volt 1998-ban. 1999 és 2025 között húsz egyéni kiállítása volt Kolozsváron, Marosvásárhelyen, Szilágysomlyón, Nagybányán, Szilágycsehen, Sepsiszentgyörgyön, Csíkszeredában, Kovásznán, Nagyváradon, Szamosújváron, Magyarfenesen és Pécsen.

### Egyéni kiállítások (válogatás)
- 2000. április 7. bőrmetszet-kiállítás, Korunk Galéria
- 2000. október, Unitárius Galéria, Marosvásárhely
- 2007. bőrmetszet-kiállítás, Pécs (szervező: Kolozsvár Társaság [KT])
- 2009. szeptember 7., bőrplasztika/bőrmetszet, Barabás Miklós Galéria, Kolozsvár
- 2009. október 6., BMC 80, jubileumi kiállítás, Sepsiszentgyörgy
- 2009. december, Szilágysomlyói Magyar Ház (EMKE)
- 2010. március, közös kiállítás Takács Gábor grafikussal, KLMT, Szabók bástyája, Kolozsvár
- 2010. augusztus, Bonchida, Bánffy-kastély, közös kiállítás Takács Gábor grafikussal, KLMT
- 2011. március, Magyar Ház, Szilágycseh
- 2011. május, Posticum, Nagyvárad (KT)
- 2014. szeptember, BŐR- METSZET, Rádió Galéria, Kolozsvár
- 2015. április, Állami Magyar Opera előcsarnoka, Kolozsvár (EME 25)
- 2015. augusztus, ÉLET–JEL, Bonchidai Kastélynapok
- 2020. február, BŐR –METSZET, Teleki Magyar Ház
- 2021. július BŐR – METSZET,  Fehér Galéria, Kolozsvár
- 2021. augusztus, BŐR-METSZET, Magyarfenesi kultúrház
- 2024. április, BŐR – METSZET, Kányafő Galéria, Kolozsvár
- 2024. szeptember, BŐR – METSZET, Szamosújvár, Lászlóffy-ház
- 2025. május, BŐR {\displaystyle \cdot } METSZET, Művészeti Múzeum, Kolozsvár

### Közös kiállítások
- Barabás Miklós Céh évi és tematikus kiállításai, Kolozsvár: 2010, 2011, 2012, 2013, 2014, 2015, 2016, 2017, 2018, 2019, 2020, 2021.
- Csoma-tárlat, Kovászna, tematikus évi kiállítások: 2010, 2011, 2012, 2013, 2014, 2015, 2016, 2017.
- Ars Sacra évi kiállítások, Kolozsvár: 2017, 2018, 2019, 2020.
- 2022. június, Magyar Köztársaság Kolozsvári Főkonzulátusa, közös kiállítás Takács Gábor grafikussal

### Csoportos kiállítások
- A Barabás Miklós Céh évi bemutatkozása, Minerva Galéria: 2010, 2011, 2012, 2013, 2014.
- Szín–Vonal, grafikai kiállítás, BMC, Kolozsvár.

### Könyv
- Bőrmetszetek, Művelődés Kiadó, Kolozsvár, 2024 ISBN 978-606-8980-55-3

## Képgaléria

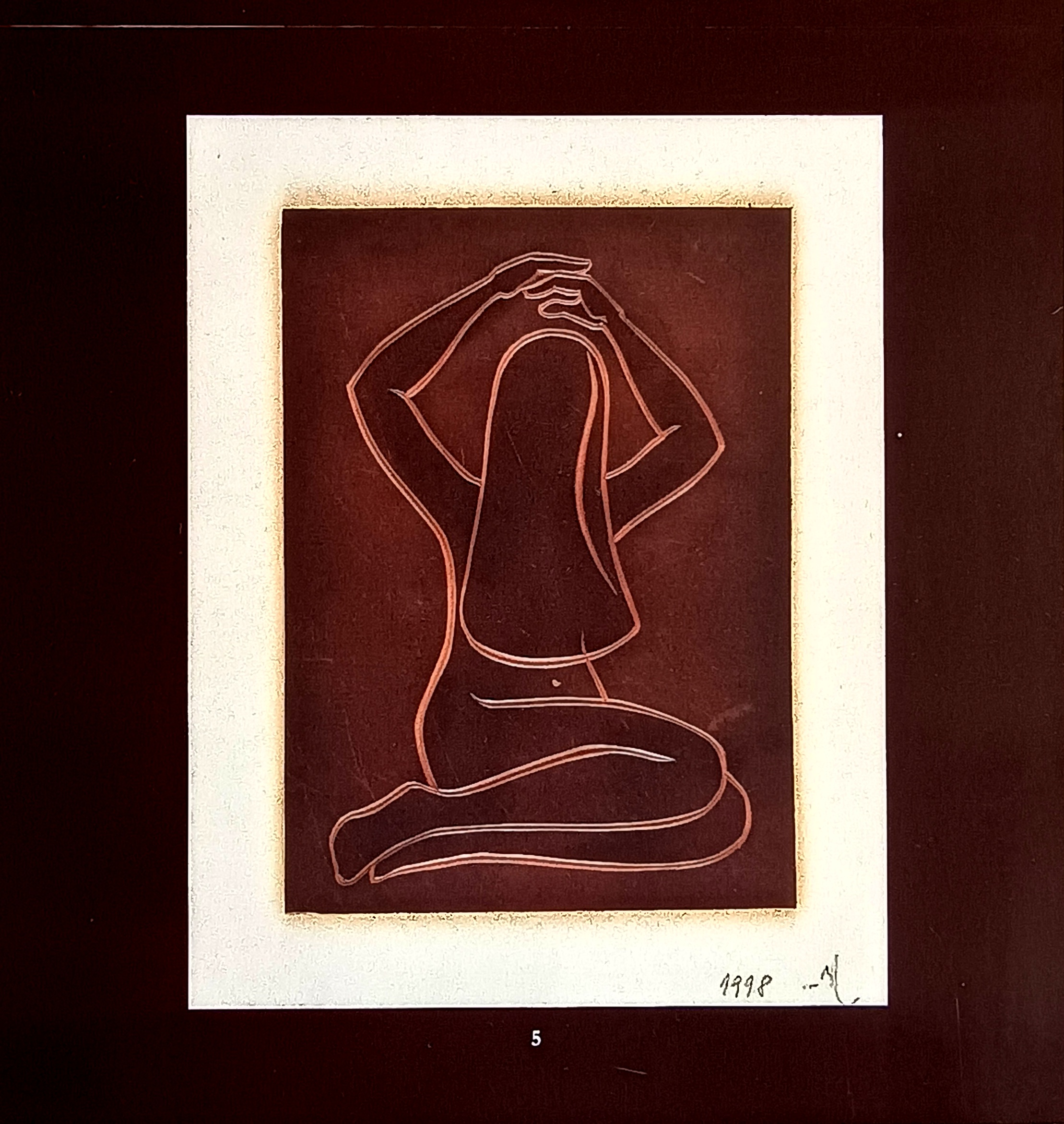
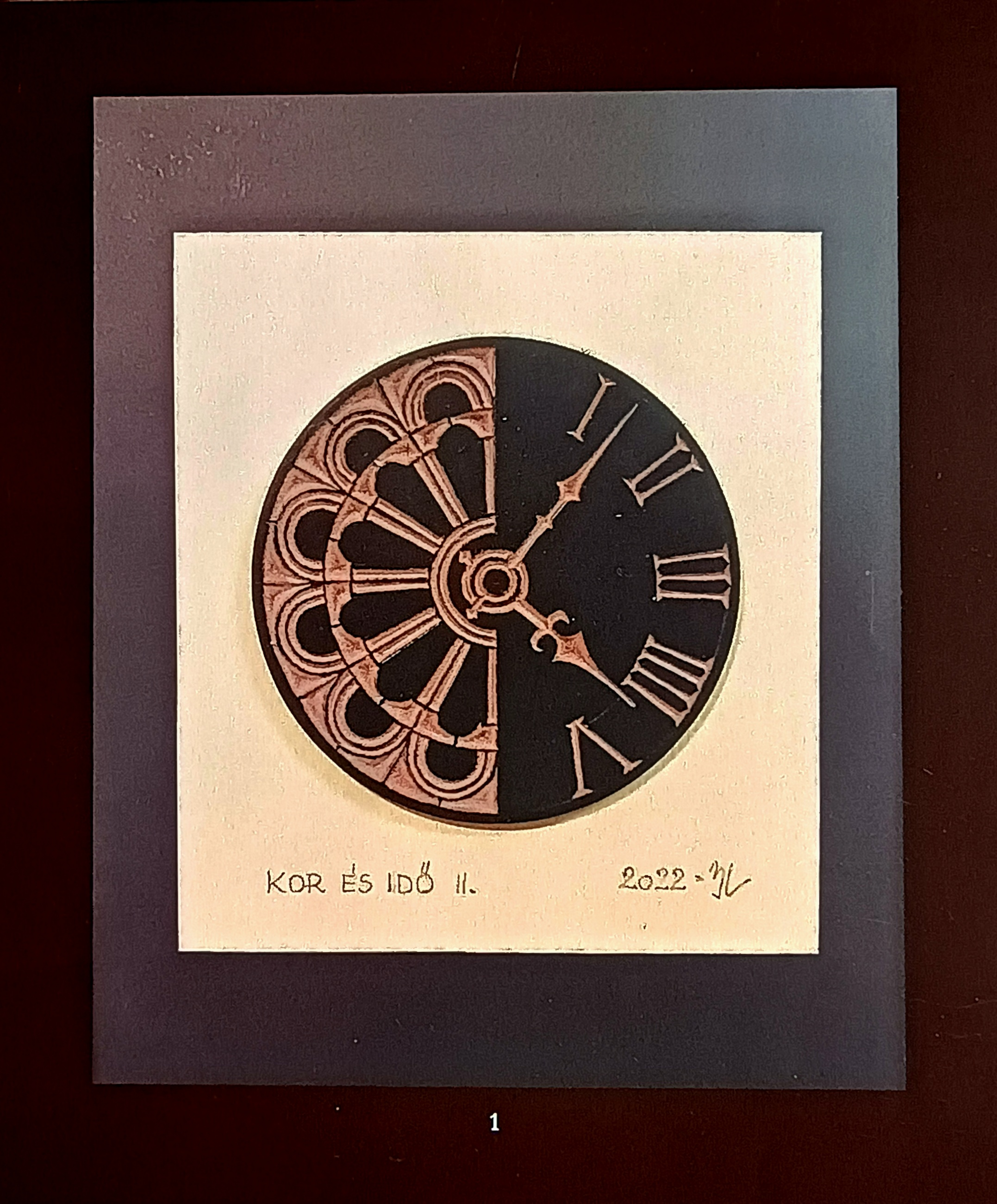
Kor és idő II.
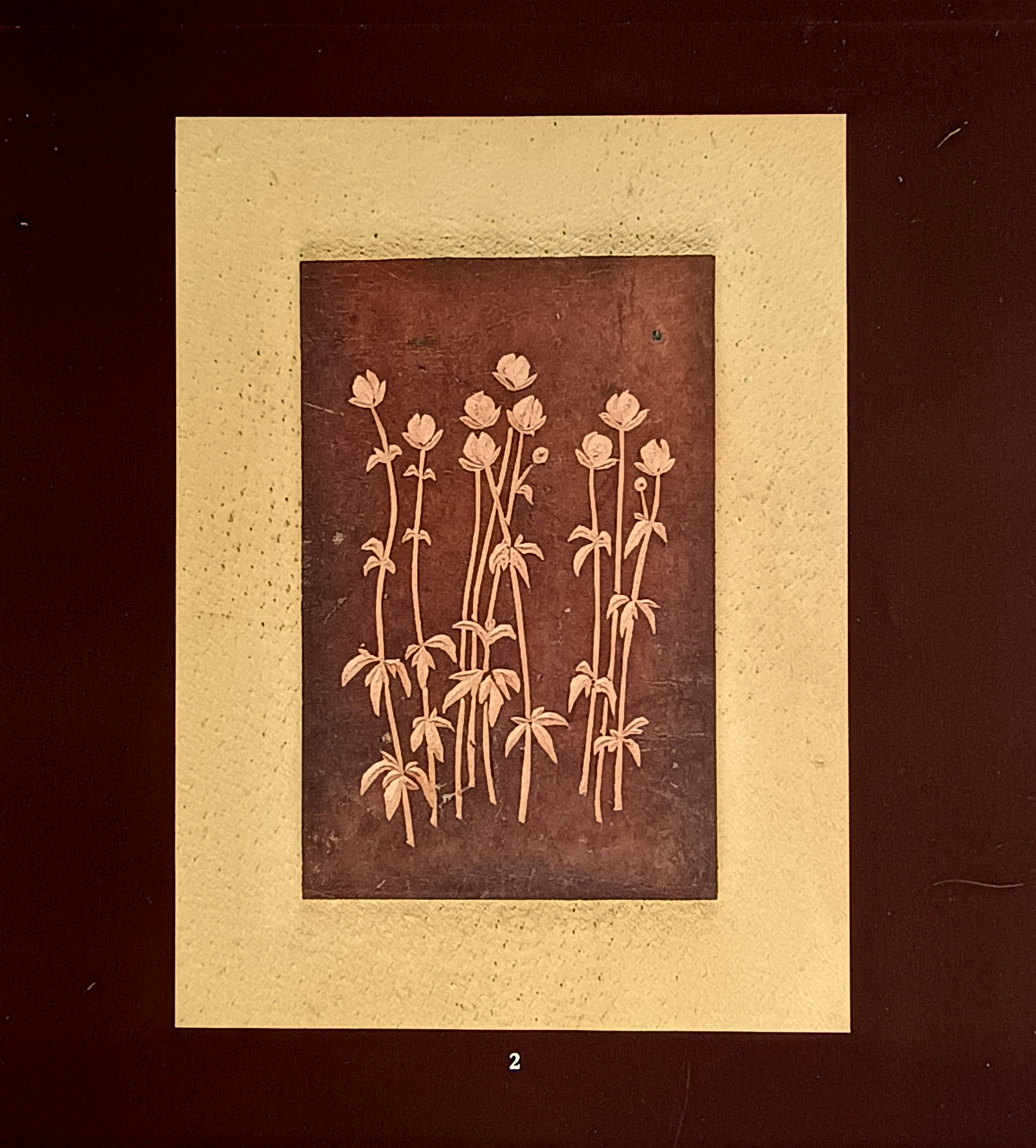
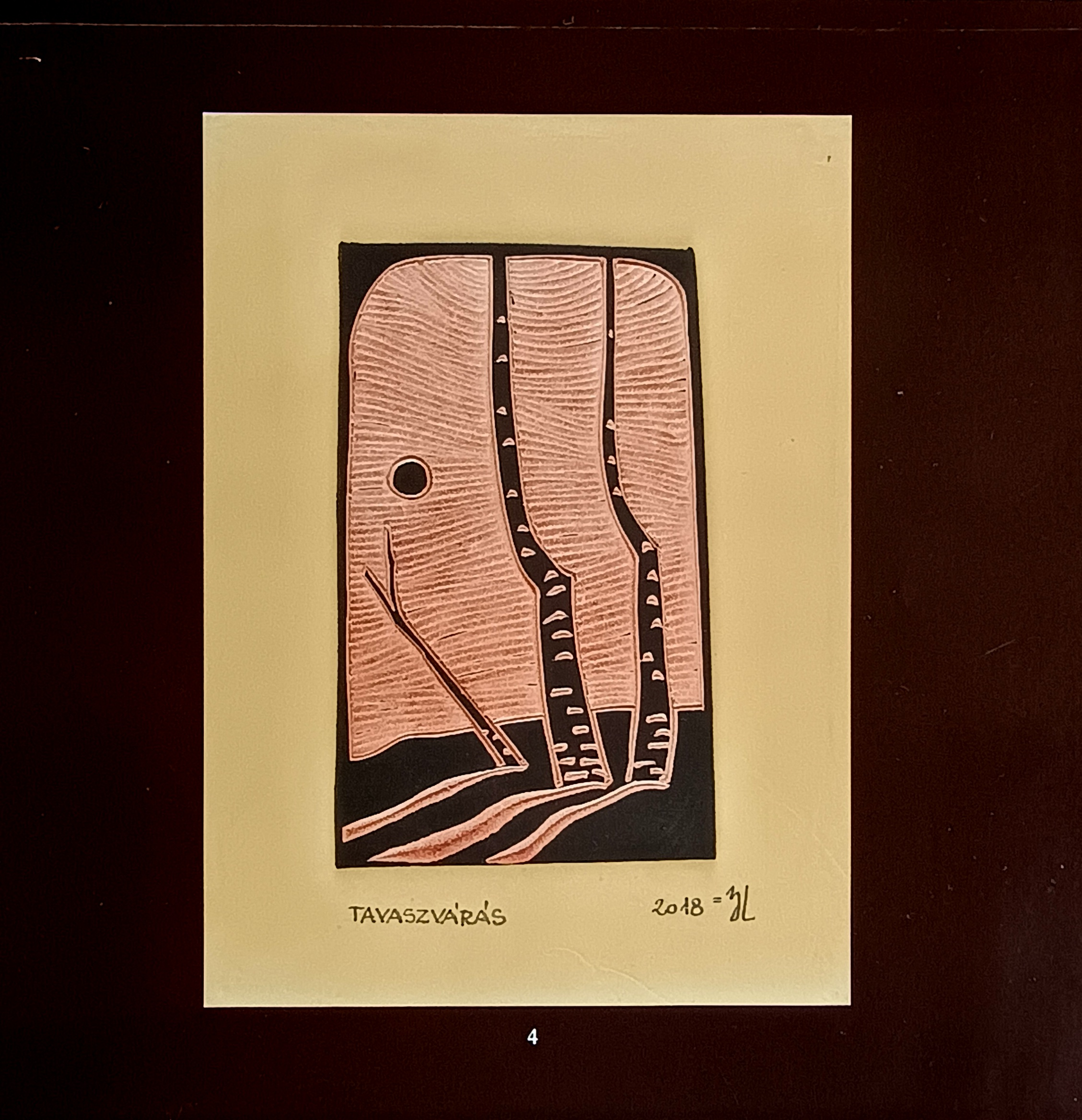
Tavaszvárás
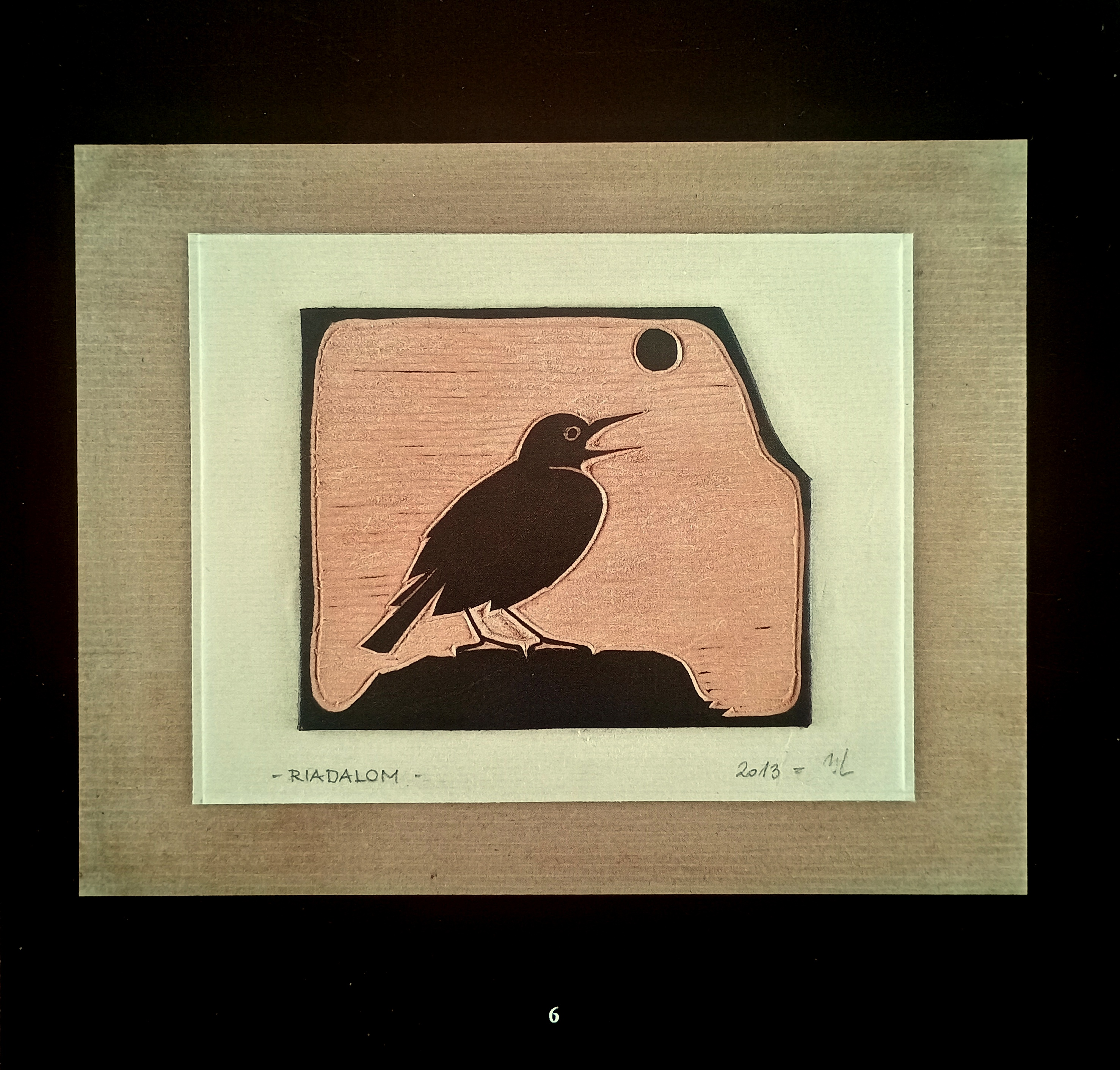
Riadalom
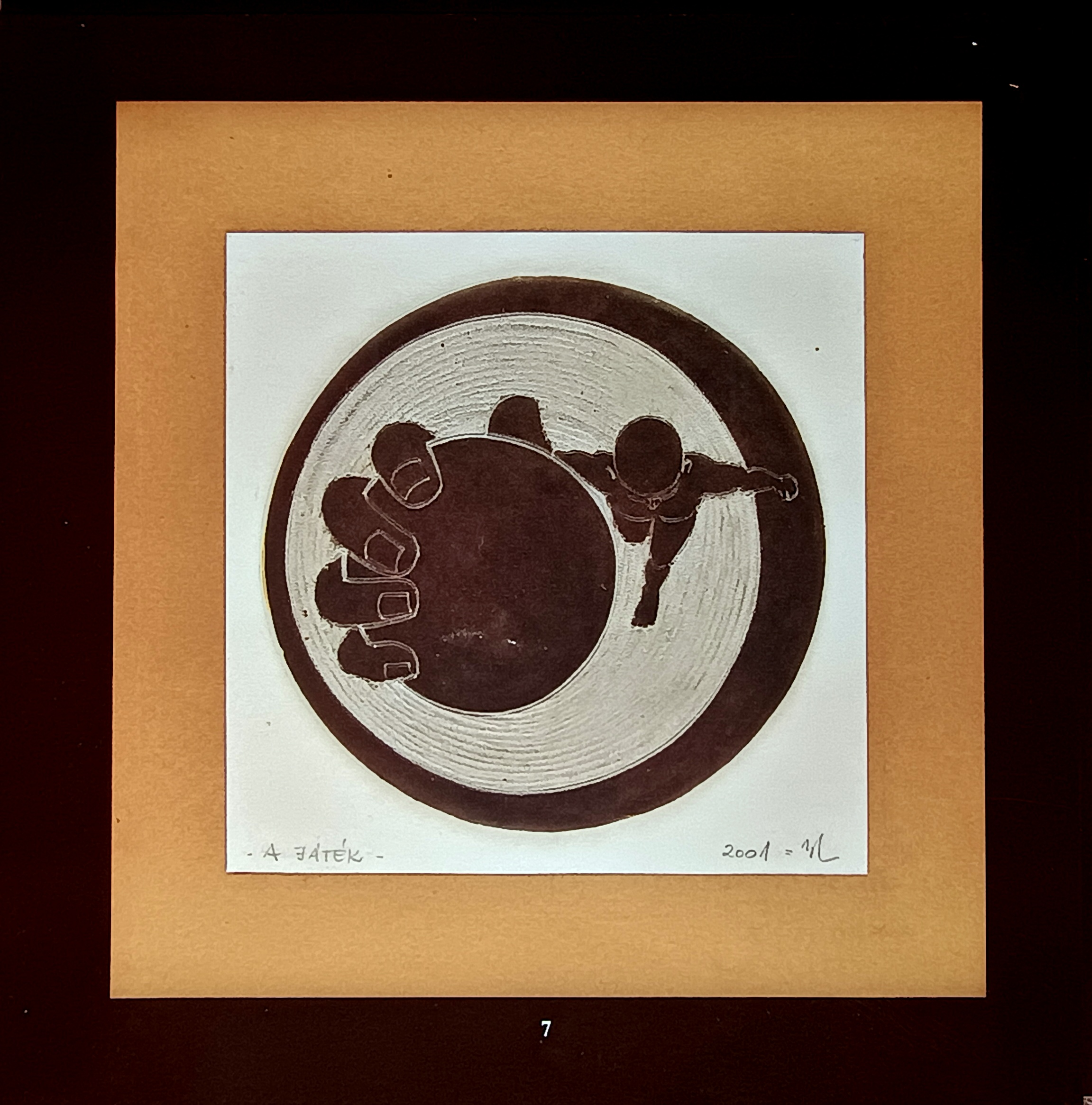
A játék
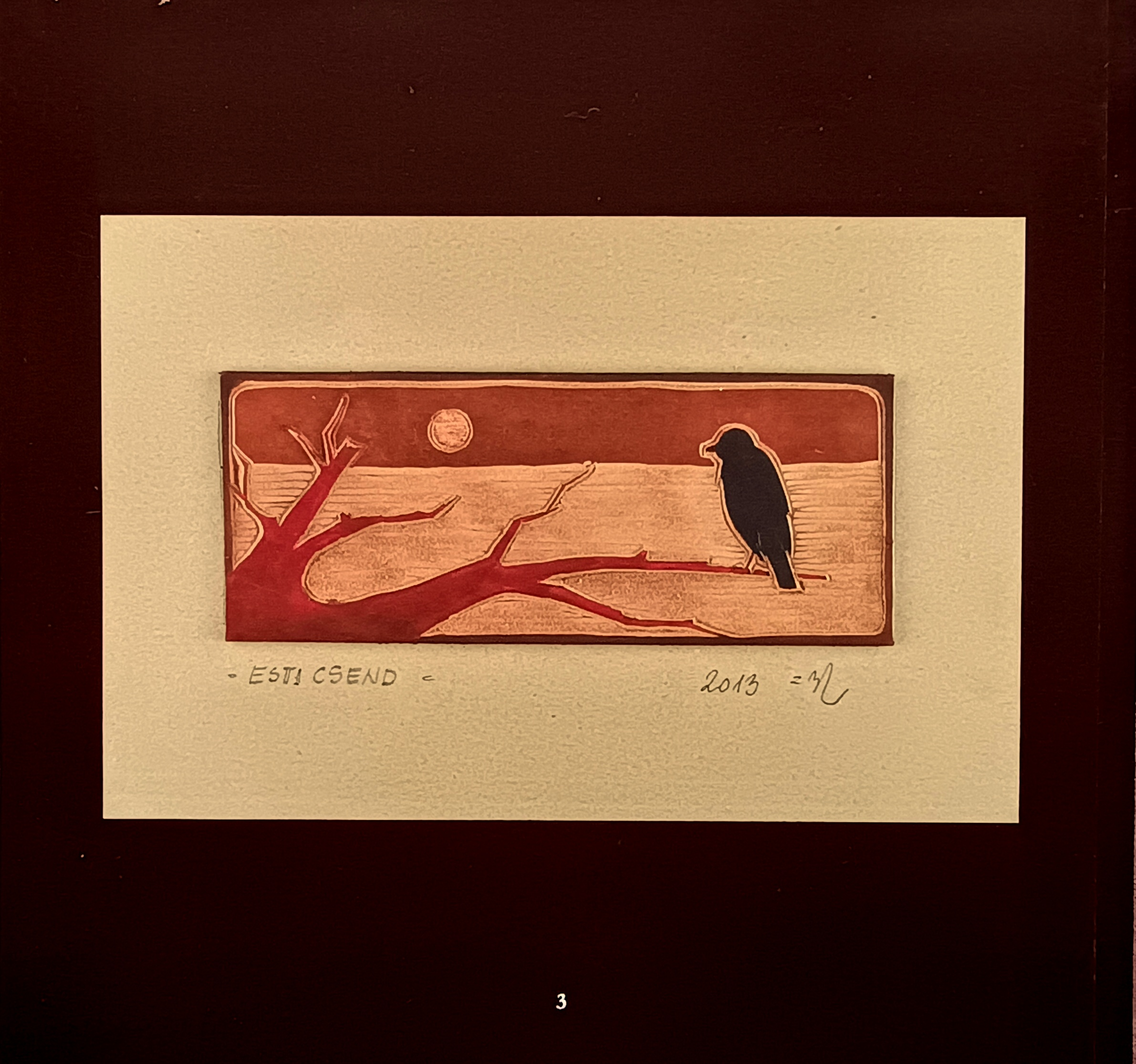
Esti csend
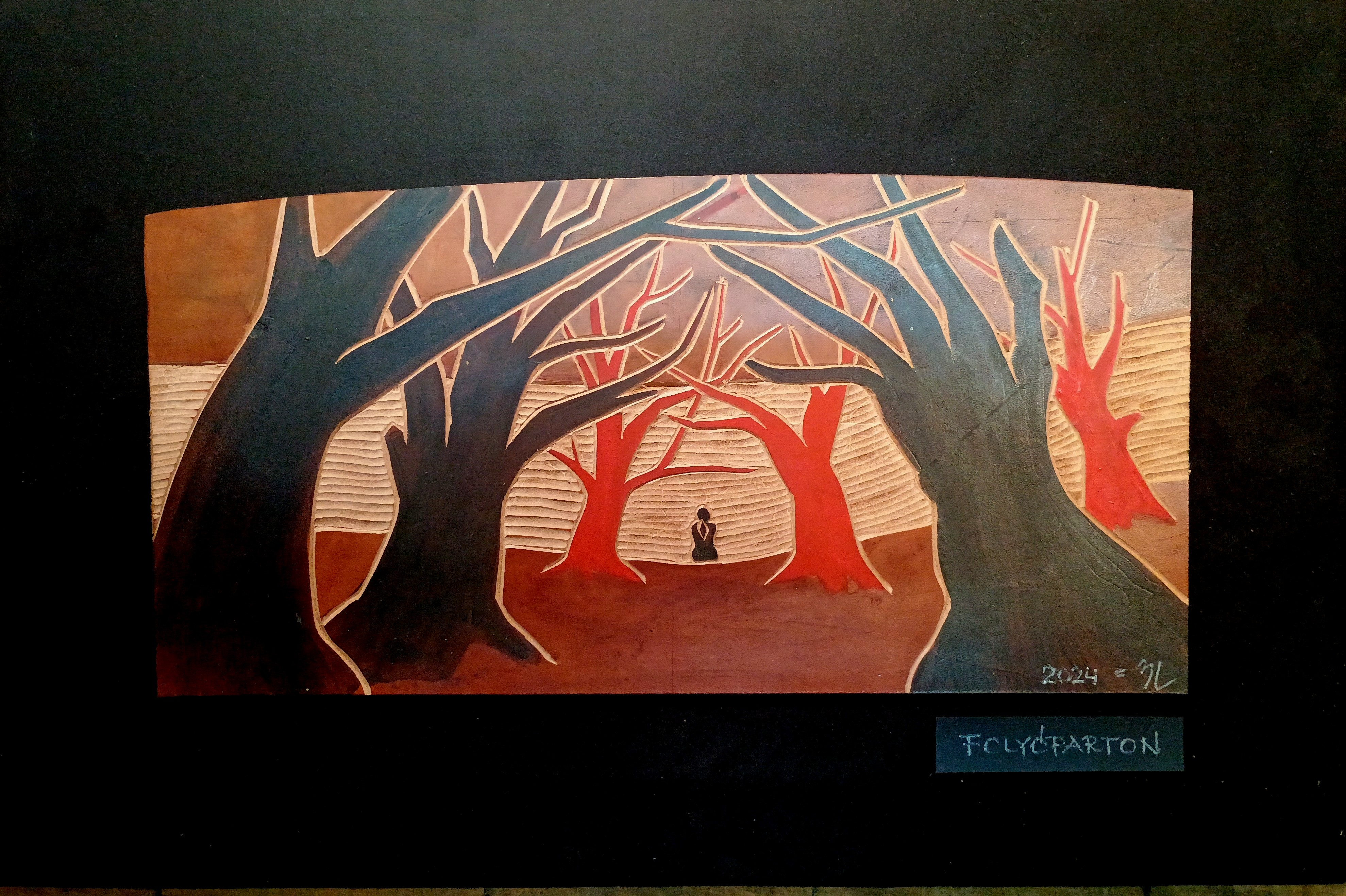
Folyóparton